# Cedar Point (Kansas)
Cedar Point – miasto położone w hrabstwie Chase.